# Kōnin
Kōnin (光仁天皇; 709 – 782) è stato il 49º imperatore del Giappone. Il suo nome alla nascita era principe Shirakabe (白壁王).
Regnò a Nara dal 770 al 781.

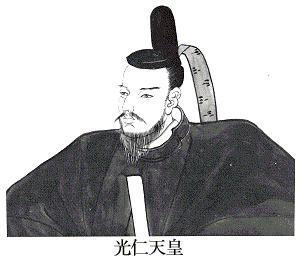
Raffigurazione dell'Imperatore Kōnin

Era nipote dell'imperatore Tenji e suo padre fu il principe Shiki. Shirakabe sposò la principessa Inoue, figlia dell'imperatore Shōmu nel 744, con la quale ebbe il principe Osabe. Shirakabe ebbe altri figli dalle donne nobili.
Salì al trono dopo la morte dell'imperatrice Shōtoku, sorella della moglie, nel 758. Il principe Osabe, il suo unico figlio da Inoue, fu nominato principe ereditario.
Durante il suo regno ci furono conflitti di potere: la moglie Inoue fu accusata di praticare le arti magiche contro di lui e fu deposta dalla carica di imperatrice, anche il figlio Osabe perse la carica di principe ereditario. Poco dopo madre e figlio furono assassinati. Al posto del figlio divenne principe ereditario Yamabe figlio di Takano no Niigasa (prima si era chiamata Yamato no Niigasa).
Kōnin regolò le finanze dello stato e ristabilì l'ordine politico.
Nella primavera del 781 abdicò a causa di una malattia e morì l'anno seguente.